# Embassytown
Embassytown è un romanzo di fantascienza del 2011 dello scrittore britannico China Miéville.

## Trama
Il genere umano ha colonizzato altri pianeti della galassia, arrivando su un pianeta chiamato Arieka. Gli abitanti locali sono custodi di una lingua misteriosa e inaccessibile. I pochi umani in grado di comprendere il linguaggio dei nativi sono chiamati Ambasciatori. La protagonista è una donna di nome Avice Benner Cho, ella non è in grado di comprendere il linguaggio dei nativi ma è fondamentale per la corretta comunicazione tra di essi, in quanto viene utilizzata come "similitudine vivente" per permettere la formulazione di concetti altrimenti impossibili da esprimere.
Sul pianeta è stato inviato un nuovo ambasciatore e il precario equilibrio tra umani e alieni ne viene radicalmente compromesso. Avice si deve barcamenare tra i propri problemi familiari (è sposata ad un uomo che non ama più), un sistema nel quale non crede e una lingua che non è in grado di comprendere ma che si serve di lei per permettere ad altri di comunicare.

## Riconoscimenti
Il romanzo ha vinto il premio Locus per il miglior romanzo di fantascienza nel 2012. È stato inoltre nominato al Premio Nebula, al Premio Hugo e al premio Arthur C. Clarke.

## Edizioni
- China Miéville, Embassytown, traduzione di Federico Pio Gentile, Collezione immaginario fantasy, Fanucci, 2016,  p. 440, ISBN 978-88-347-3028-7.